# Lengyel Népköztársaság
A Lengyel Népköztársaság (lengyelül: Polska Rzeczpospolita Ludowa, rövidítve: PRL) 1944–1989 között létező kommunista rendszerű lengyel állam volt. A Lengyel Népköztársaság elnevezést azonban csak 1952-től, az új alkotmány bevezetésétől használták, 1944–1952 között az ország hivatalos megnevezése Lengyel Köztársaság (Rzeczpospolita Polska) volt.
Északról a Balti-tenger, keletről és északkeletről a Szovjetunió, délről és délnyugatról Csehszlovákia, nyugatról az NDK határolta. Fővárosa és legnagyobb városa Varsó volt. Alapító tagja volt a Varsói Szerződésnek és a KGST-nek.
Lengyelország a hidegháború éveiben a keleti blokk államai közé tartozott. Az országot egyetlen párt, a Lengyel Egyesült Munkáspárt (lengyel rövidítése: PZPR, magyar rövidítése: LEMP) irányította. A Lengyel Népköztársaság idején jelentős eredmények születtek, mint például az életkörülmények javulása, a gyors iparosodás, az urbanizáció, az egészségügyi ellátáshoz való hozzáférés és az ingyenes oktatás. A Lengyel Népköztársaság olyan politikákat is végrehajtott, amelyek felszámolták a hajléktalanságot, és munkahelyi garanciát alakítottak ki. Ennek eredményeként Lengyelország lakossága csaknem megkétszereződött 1947 és 1989 között.

## Előzmények
1939 szeptemberében, Lengyelország német és szovjet lerohanása után megalakult az emigráns lengyel kormány, amely kezdetben Franciaországban működött. Amikor Németország megtámadta Franciaországot, az emigráns kormány Londonba költözött. A szovjet–német háború kitörése, 1941 júniusa után a Szovjetunió katonai helyzete olyan katasztrofális volt, hogy szüksége volt külföldi segítségre. Sztálin újra felvette a kapcsolatokat a lengyel emigráns kormánnyal, amelyeket az 1939. évi támadáskor szakított meg. Beleegyezett az NKVD által letartóztatott és deportált lengyel polgárok szabadon engedésébe, hagyta újraszervezni a Szovjetunióban, a lengyel kormánynak alárendelt, Władysław Anders tábornok parancsnoksága alatt álló lengyel hadsereget. 1942 nyarán, amikor a német hadsereg közeledett a Kaukázushoz, Sztálin jóváhagyta, hogy a lengyel hadsereg kivonuljon Iránba. Ahogy egyre több győzelmet aratott a Vörös Hadsereg, Sztálin annál kevésbé szívesen teljesítette a lengyel hadseregre vonatkozó ígéreteit. Nem minden lengyel katona akart távozni Iránba, némelyek a Szovjetunióban maradtak. A menetparancs ellenére, a Szovjetunióban maradt Zygmunt Berling tábornok is néhány lengyel katonatiszttel.
A német–szovjet háború kitörése után a kommunista ellenállási mozgalom tevékenysége is felerősödött. 1938-tól a Lengyel Kommunista Párt gyakorlatilag nem létezett a sztálinista tisztogatás miatt, de 1941-ben a lengyel kommunisták, akik emigrációban éltek a Szovjetunióban, elkezdték a párt újjászervezését. Ez a lépés megfelelt a szovjet érdekeknek, mivel a megszállt Lengyelországban nem volt szervezet, amely követte volna a Szovjetunió közvetlen utasításait. 1942. január 4-én megalakult Lengyel Munkáspárt (PPR – Polska Partia Robotnicza), amely kapcsolatban maradt a Kommunista Internacionáléval.
A katyńi vérengzés napvilágra kerülése után (1943. április) a lengyel emigráns kormány vizsgálatot kért a Nemzetközi Vöröskereszttől, ami ürügyet szolgáltatott Sztálinnak, hogy megszakítsa a diplomáciai kapcsolatait a lengyel kormánnyal (1943. április 27-e). Sztálin ezután megalakította a neki alárendelt Lengyel Hazafiak Egyesületét és alternatív hadsereget kezdett el szervezni azokból a lengyelekből, akik nem szándékoztak belépni az Anders-hadseregbe. A tiszteket a lengyel kommunisták környezetéből származó katonák közül válogatták, a parancsnok Zygmunt Berling tábornok lett. Egyidejűleg a teheráni konferencián (1943 novembere) Nagy-Britannia és Egyesült Államok elismerte az ún. Curzon-vonalat. Ez szolgált alapul a jövőbeni lengyel–szovjet határ megállapításához. Lengyelország a szovjet érdekövezetbe került, a Vörös Hadsereg hadműveleti területére (azaz, a nyugat-európai és amerikai hadseregnek nem volt joga felszabadítani Lengyelországot a német megszállás alól).
1944. január 1-jén Sztálin hozzájárult a Honi Nemzeti Tanács (Krajowa Rada Narodowa, KRN) létrehozásához, amely az a politikai testület volt ami a parlament szerepét játszotta és a baloldali szervezeteket gyűjtötte össze (főként PPR-t és a párt fegyveres egységét – a Népgárdát). Január 24-én KRN elismerte a Curzon-vonalat alapnak a jövőbeni lengyel–szovjet határ megállapításához. Január 4-én a Vörös Hadsereg átlépte a háború előtti lengyel–szovjet határt, június végén pedig – a Curzon-vonalat.

## A Lengyel Köztársaság 1944–1952 között
1944. július 21-én a szovjet hadsereg elfoglalta Chełmet. Ebben a városban, ugyanazon a napon a KRN bejelentette a Lengyel Nemzeti Felszabadítási Bizottság (PKWN – Polski Komitet Wyzwolenia Narodowego) megalakulását, amely gyakorlatilag a Szovjetunió által létrehozott ideiglenes lengyel kormány volt. Ennek elnöke Edward Osóbka-Morawski lett. Július 22-én a Bizottság kiáltványt tett közzé, amelyben a német megszállók elleni harcra szólított fel. Egyúttal egyetlen hatóságként felállította a KRN-t, valamint elutasította a lengyel emigráns kormányt. Megalakították a Polgári Rendőrséget (Milicja Obywatelska), elhatározták a hitlerista bűnözők felelősségre vonását, a föld és az ipar államosítását valamint ingyenessé tették az oktatást. A PKWN Kiáltványa közzétételének dátumát a későbbi kommunista hatóság a "néphatalom" kezdetének ismerte el és állami ünnepként hirdette ki. Az új államot Lengyel Köztársaságnak (Rzeczpospolita Polska) de még "nép-" szótag nélkül nevezik meg.
A PKWN elkezdte szervezni a „néphatalmat” a Szovjetunió által megszállt Lengyelország területén, a Curzon-vonaltól nyugatra: szabadjára engedte a rendőri terrort, dekrétumokat adott ki, amelyek a halálbüntetéssel sújtottak több politikai jellegű cselekményt, többek között a rádió-vevőkészülék birtoklását is. Egyidejűleg létezett és működött a nemzetközi jog szempontjából legitimnek tekintett Lengyel Emigráns Kormány, amelyet elismertek a világon 1945 júliusáig (a PKWN-t csak a Szovjetunió ismerte el). A megszállt területen, az új hatalomtól függetlenül, a Vörös Hadsereg és a szovjet biztonsági szolgálatok is működtek. A PKWN és a szovjet kormány közötti szerződésnek megfelelően a szovjet katonák és funkcionáriusok a lengyel joghatóságon kívül maradtak. Az NKVD letartóztatta a Honi Hadsereggel, más függetlenségi szervezetekkel, valamint a lengyel emigráns kormánnyal együttműködő személyeket és szovjet táborokba szállították őket. Az NKVD-nek saját gyűjtőtáborai voltak, a lengyel biztonsági szolgálatnak szintén; ezenkívül a kommunisták üldözték a németeket és az ukránokat is.
1944. december 31-én Sztálin felügyelete alatt a Honi Nemzeti Tanács (KRN) PKWN-t átalakult a Lengyel Köztársaság Ideiglenes Kormányává. Ennek elnöke a PKWN vezetője, Edward Osóbka-Morawski lett.
| a b 1 2 2b 3 4 |
| Lengyelország határainak változása 1945. után: a – Ziemie Odzyskane (Visszaszerzett Tartományok), b – Kresy Wschodnie (Keleti Határvidék), 1 – lengyel határok 1939-ben, 2 – Curzon-vonal, 2b – a Curzon-vonal második verziója, 3 – szovjet–német határ 1939–41, 4 – lengyel határok 1945. után |

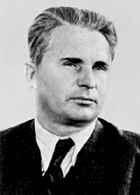
Edward Osóbka-Morawski

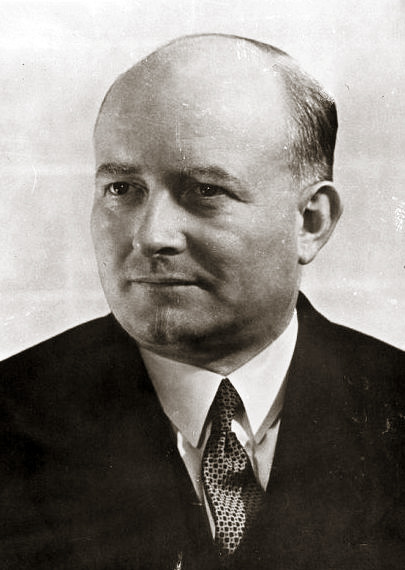
Stanisław Mikołajczyk

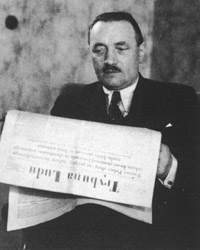
Bolesław Bierut a Trybuna Ludut – a LEMP sajtóorgánumát olvassa

A LEMP jelvénye

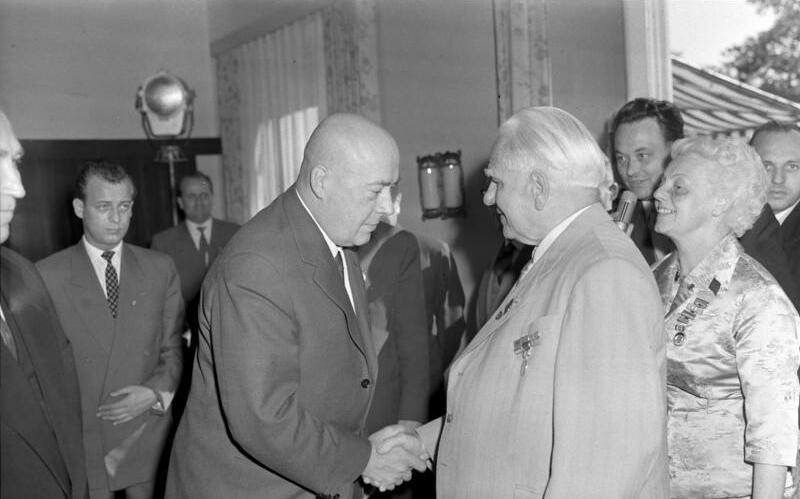
Józef Cyrankiewicz (balról) Wilhelm Pieckkel

1945. február 4–11. között lezajlott a Szovjetunió, az Egyesült Államok és Nagy-Britannia vezetőinek második konferenciája Jaltában. Lengyelországra vonatkozóan véglegesen megállapodtak abban, hogy a lengyel–szovjet határt a Curzon-vonalon jelölik ki, de cserébe Lengyelország megkapja az Oderától és a Lausitzi-Neissétől (Nysa Łużycka) keletre fekvő német területeket, Szczecinnel és a Wolin-szigettel, valamint Gdańskot és Kelet-Poroszország területének 2/3-át (az 54°23’ szélességi körtől délre). A Hitler feletti győzelem jutalmaként és a Szovjetuniót ösztönözendő a Japán elleni háborúhoz való csatlakozáshoz a konferencia résztvevői eldöntötték, hogy Lengyelország a Szovjetunió érdekövezetébe kerül. A Nagy Hármas arról is döntött, hogy az új lengyel kormányt a kommunista Ideiglenes Kormányból hozzák létre, amelyet "külföldi és belföldi lengyel személyekkel" egészítenek ki. Tehát teljesen semmibe vették a nemzetközileg is elismert és törvényes, londoni székhelyű lengyel emigráns kormányt.
Hogy a kommunisták ne legyenek teljes fölényben a jövőbeni kormányban, az emigráns kormány úgy döntött, saját képviselőket delegál abba. Elfogadták ezért az oroszok meghívását az együttműködésről szóló tárgyalásokra (1945. március 28.) és elküldték saját képviselőiket, köztük Jan Jankowskit (Kormány Országos Képviselőjét) és Leopold Okulickit (a Honi Hadsereg főparancsnokát). Amikor a küldöttek megérkeztek a megbeszélt helyre Pruszkówba, az NKVD letartóztatta és repülőgéppel Moszkvába hurcolta őket. Június 18. és 21. között lefolytatták a koncepciós pert Moszkvában, melyben a szovjetek sokéves börtönre ítélték őket a szovjet állam elleni diverzióért.
Ebben az időben Moszkvában tárgyalások folytak arról, hogyan alakulhat meg Lengyelországban olyan kormány, amelyet a Szovjetunió, Nagy-Britannia és az USA is elismerne (ún. moszkvai konferencia). A tárgyalásokon részt vettek az Ideiglenes Kormány képviselői valamint a Szovjetunió és az ottani brit és amerikai nagykövetek által önkényesen kijelölt politikai képviselők Lengyelországból és az emigrációból. Végeredményben megalakult a Nemzeti Egység Ideiglenes Kormánya (Tymczasowy Rząd Jedności Narodowej, TRJN). A miniszterelnök Edward Osóbka-Morawski maradt, a miniszterelnök-helyettesek pedig Władysław Gomułka (az addigi miniszterelnök-helyettes és PPR főtitkár) Stanisław Mikołajczyk (az emigráns kormány miniszterelnöke 1944 novemberéig) lettek. Mikołajczykhoz kötődő öt miniszter is bekerült az Ideiglenes Kormányba, de kevésbé fontos minisztériumokat kaptak meg (csak Mikołajczyk lett földművelési miniszter a miniszterelnök-helyettességen felül). Június 29-én a TRJN-t elismerte Svédország és Franciaország, július 5-én – az Egyesült Államok és Nagy-Britannia. A TRJN elismerése után, Nagy-Britannia és USA visszavonták az emigráns (londoni) lengyel kormány diplomáciai elismerését.
A háború végéig az Ideiglenes Kormány megszervezte a közigazgatást az egész háború utáni Lengyelország területén, de Szczecin kivételével, amely még közvetlen szovjet katonai igazgatás alatt maradt. A kialakult rendszer gyakorlatilag a kommunista pártnak (PPR) biztosította a tényleges hatalmat – a PPR tagjainak kezében a Közbiztonsági Minisztérium és a hadsereg maradt, ennek segítségével a PPR felügyelte az állami hatalmat és annak intézményeit, a politikai pártokat, a társadalmi szervezeteket és a gazdaságot Lengyelország korlátozott függetlenségének körülményei között.
1945 áprilisában aláírták a szovjet – lengyel egyezményt a barátságról, kétoldalú segítségről és a háború utáni együttműködésről. Októberben Lengyelország aláírta az ENSZ alapokmányát. Még júliusban, a potsdami konferencián, kijelölték a Lengyelország nyugati és északi határait. A keleti határtól keletre fekvő területen (ún. Keleti Határvidék – Kresy Wschodnie) a háború előtti Lengyelország kb. 13,8 millió állampolgára maradt, a Németország rovására elnyert nyugati területek pedig (Felső- és Alsó-Szilézia, Nyugat-Pomeránia és Lubusi Föld) először a területi széttagoltság óta (1138) Lengyelországhoz kerültek, ezért általában Visszaszerzett Tartományoknak (Ziemie Odzyskane) nevezték. Ez a meghatározás illette Mazúriát is, bár az a tartomány sohasem volt a lengyel állam része (13. és 14. században Német Lovagrend foglalta el, korábban porosz törzsek éltek ott).
1945 augusztusában megalakult a parasztpárt, amely a háború előtti "Piast" Lengyel Néppárt (PSL–Piast) hagyományaira hivatkozott. Az elnök a "Piast" háború előtti elnöke és háromszoros lengyel miniszterelnök (1920-as évek), Wincenty Witos lett, az első alelnök pedig Mikołajczyk miniszterelnök-helyettes. Két hónappal később azonban Witos meghalt és utódja Mikołajczyk lett. Az új pártot szintén PSL-nek nevezték (az új elnök vezetéknevéről Mikołajczyk-PSL-nek). A korábbi vezető ellenzéki pártot a hatalom erőteljesen elnyomta.
1946. június 30-án lebonyolították a népszavazást, amelyen a polgárok arról szavaztak, hogy akarják-e a Szenátus felszámolását (a lengyel parlament felsőháza), rögzítsék-e az új alkotmányban, hogy az államrendszer az állami tulajdonon fog alapulni, és akarják-e a nyugati határt Oderán és a Lausitzi-Neissén. Az ellenzéki pártok azt szerették volna, hogy legalább a Szenátusra vonatkozó kérdésre nemmel válaszoljanak, de voltak olyan ellenzéki vélemények is, amelyek szerint a nyugati határra vonatkozó kérdésre is nemmel kell válaszolni, mert úgy vélték, ezzel tiltakozni lehet a Keleti Határvidék vesztesége ellen. A kommunistáknak fontos volt, hogy minden kérdésre pozitív válasz legyen, különösen az elsőre: egykamarás parlament könnyebbé tette nekik hatalmuk megerősítését, még akkor is, ha a válaszok a további két kérdésre nemlegesek lennének. Az eredményeket ezért meghamisították ennek megfelelően a válaszok minden kérdésre igenlőek voltak.
A népszavazás eredményeivel összhangban, a választásokon, amelyek 1947. január 19-én zajlottak le, csak a Szejmbe (a parlament alsóháza) választottak képviselőket. A választás eredményeit szintén meghamisították – szerintük az ún. Demokrata Blokk (többek között PPR és PPS a mandátumok majdnem 90%-át szerezte meg, a Mikołajczyk-PSL pedig – 6%-át. Ráadásul a kampány idején a hatóságok (hadsereg, rendőrség, Biztonsági Hivatal – UB, azaz a lengyel ÁVO) akciót szerveztek a PSL politikusai ellen. Letartoztattak sok helyi politikust és szimpatizánst. A letartoztatott embereknek gyakran nem mutattak be semmilyen hivatalos gyanúsítást vagy letartoztatási parancsot. A PPR és az UB titkos rohamcsapatai falvakat terrorizáltak és titokban meggyilkoltak kb. 200 PSL tagot. Az állami propaganda félretájékoztatási akciót indított, amelynek a célja a PSL kompromittálása volt a társadalom előtt. A hatóság feloszlatta a PSL járási szervezeteit, ami lehetetlenné tette, hogy a párt saját jelölteket indítson a választásokon.
A választás után a Honi Nemzeti Tanács (KRN) és a Nemzeti Egység Ideiglenes Kormánya (TRJN) feloszlottak. Február 5-én s Szejm megválasztotta a KRN eddigi elnökét, Bolesław Bierutot, a Lengyel Köztársaság elnökévé, a TRJN helyére pedig az új kormányt alakította meg, Józef Cyrankiewicz miniszterelnök lett.
1948-ban a szocializmus szovjet módon való építésének hívei egyre nagyobb befolyást szereztek az ország vezetésében az ún. lengyel út híveinek – az élükön Władysław Gomułka miniszterelnök-helyettessel – rovására. Ez a sztálinizmus megerősödését jelentette Lengyelországban. A politikai pártok és társadalmi szervezetek elkezdtek egyesülni azon szabályok szerint, amelyeket a kommunisták kényszerítettek rájuk. Gomułka miniszterelnök-helyettest lemondatták, 1948 decemberében a Lengyel Munkáspárt (PPR) és a Lengyel Szocialista Párt (PPS) véglegesen összeolvadt a Lengyel Egyesült Munkáspártban (Polska Zjednoczona Partia Robotnicza, PZPR, LEMP), amit Gomułka ellenzett. 1949-ben a kommunista parasztpárt – Stronnictwo Ludowe (Néppárt) – egyesült a Mikołajczyk-PSL maradványaival (Mikołajczyk letartoztatása elől, a választás után titokban külföldre menekült a brit nagykövet segítségével), a Zjednoczone Stronnictwo Ludowét (ZSL, Egyesült Néppárt) alakítva.
Az ország újjáépült a háborús pusztításból, amely kb. 40%-os veszteséget okozott a nemzeti vagyonban. Új telepesek költöztek a nyugati területekre, amelyeket Lengyelország kapott meg a jaltai konferencián Németország rovására (ún. Visszaszerzett Tartományok), a hatalom földbirtokreformot indított el (főleg állami gazdaságokat szervezett, ún. PGR-eket – Państwowe Gospodarstwa Rolne) és végrehajtotta az ipar államosítását. Az ország újjáépítését a gépek és erőforrások tömeges és szervezett elrablása nehezítette. Ezt a Vörös Hadsereg erre a célra létrehozott alakulatai hajtották végre. Lengyelországra ráadásul rá volt kényszerítve számos, előnytelen gazdasági szerződés megkötése a Szovjetunióval, amelyek kizsákmányolták a lengyel gazdaságot. Az ország iparosításának erőltetése azt okozta, hogy hiányzott a pénz mezőgazdaságra és a fogyasztási javak előállítására – főként a nehéz-, fegyver-, gép- és energetikai ipart fejlesztették fel, ez viszont ahhoz vezetett, hogy hiányoztak az élelmiszerek és a háztartási cikkek, 1947-ig és azután 1951-55. között az állam élelmiszerjegyeket vezetett be.
Egyidejűleg megerősödött a totalitárius államrendszer – a Közbiztonsági Minisztérium pereket szervezett a háború előtti és alatti politikusok, a Lengyel Hadsereg tábornokai és tisztjei valamint a Honi Hadsereg volt katonái ellen. Felerősödtek az egyházellenes támadások, (1953–56 között internálták Stefan Wyszyński prímást). A LEMP egyes tagjait is letartoztatták, Gomułkát is ide számítva (1951. augusztus). A csatlakozás KGST-hez (1949-től) és Varsói Szerződéshez (1955-től) megszilárdították Lengyelország helyét a népi demokratikus országok blokkjában.

### Lengyelország új határai

Lengyelország határváltozásai 1945–1951

A nyugati határt a jaltai konferencián állapították meg. A határ az Odera és a Lausitzi-Neisse (len. Nysa Łużycka) folyók vonalát követte; a volt csehszlovák–német határról indult, északon viszont felölelte a Wolin-szigetet. A potsdami konferencián Lengyelország egész Stettint, Swinemündét és Usedom (len. Uznam) sziget nyugati részét is megkapta.
Lengyelország déli határának nyugati része azonos volt a régi csehszlovák–német, korábban porosz–osztrák határral. A csehek vissza akarták szerezni Kłodzkót (város Szudétákban, ném. Glatz), amely osztrák örökösödési háború előtt Csehországhoz tartozott, ezen túl Racibórz környékét, ahol egy kevés morva élt. Ennek érdekében Kłodzko és Racibórz környékére egy páncélvonatot küldtek, amire válaszul a lengyel kormány csapatokat koncentrált Cieszyn környékére, hogy az ún. Zaolziét visszaszerezze (a Tescheni-Szilézia nyugati részét, amelyet Csehország fegyveresen vett el 1920-ban és Lengyelország szerzett vissza 1938-ban a müncheni egyezmény után – lásd Lengyel–csehszlovák háború és Lengyel külpolitika 1935. után). A lengyelek készek voltak átadni Kłodzkót Zaolziéért cserébe, de Sztálin nyomására a területcsere nem valósult meg, így csak 1958-ban állapodtak meg véglegesen a csehszlovák–lengyel határ vonalában.
A lengyel–szovjet határ Balti-tengertől az 54°23’ szélességi körön a régi Lengyelország és Kelet-Poroszország közötti határig húzódott, azután – nagyjából – a Curzon-vonalat követte. Még 1951-ben kiigazították a határt: Lengyelország átadta a Zamośćtól keletre fekvő területet (ahol az addigi határ találkozott a Buggal), megkapta a San feletti területet a Beszkidek-hegységben. Annak ellenére, hogy ezek a területek viszonylag kicsik, így is az egyik legnagyobb határkiigazítás volt ez a háború utáni Európában (480 km²).
E határ-megállapítás eredményeként az egész országot mintegy "áttolták" kb. 200 km-rel nyugatra. Ennek következményeként a népességnek, amely a Keleti Határvidéken élt, át kellett költöznie az összes ingóságával együtt a Visszaszerzett Tartományokba, azaz az új nyugati területekre és Mazúriába. Az addig ott élő németeket pedig kitelepítették az Oderán és a Lausitzi-Neissén túlra.

### Háború az Ukrán Felkelő Hadsereg ellen és a Visztula akció
A második világháború előtt Lengyelországban illegálisan működött az Ukrán Nacionalisták Szervezete (OUN), amely politikai-katonai szervezetként törekedett független ukrán állam alakítására a keleti Kis-Lengyelországban. A szervezet egyik vezetője Sztepan Bandera volt. A háború kitörése után az OUN az ukrán függetlenség elnyerése érdekében együttműködött a németekkel, de a szovjet és lengyel partizánok ellen is harcolt. 1942 októberében az OUN tagjai megalakították az Ukrán Felkelő Hadsereget (UPA), amely Kis-Lengyelországban terrorizálta a lengyel lakosságot (legalább annyira vagy még erőszakosabban is, mint a németek). Többek között tömeggyilkosságokat hajtottak végre sokszor egész falvak ellen. Ilyen eset volt 1943-ban az ún. volhíniai mészárlás, amikor majdnem 60 ezer lengyelt gyilkoltak meg. A második világháború után az UPA tovább működött Sanok környékén a Beszkidekben. A szervezet felszámolása érdekében a lengyel hatóságok (együttműködve az NKVD-vel) először áttelepítették az ukrán lakosságot a Beszkidekből és Przemyśl környékéről a Szovjetunióba, majd 1947 januárjában, a szejm megválasztása után, a jól felfegyverzett Biztonsági Hivatal egységei érkeztek oda és ezek sikeresen a harcoltak az ukrán partizánok ellen.
1947 áprilisában a lengyel hatóságok úgy döntöttek, hogy a megmaradt ukrán népességet is áttelepítik a Visszanyert Tartományokba. Az akciót "Visztulának" nevezték el. Az akció keretében a hadsereg egységeit a Beszkidekbe küldték. A lengyel hadsereg mellett, a csehszlovák és a szovjet hadsereg is részt vett a műveletben. A kitelepítésekre válaszul az UPA tovább fokozta a lengyel lakosság elleni támadásokat, amivel lényegében polgárháborús állapotokat teremtett. Az UPA elleni harcok 1948 őszéig tartottak. Az ukrán lakosság kitelepítésével azonban az UPA egyre inkább elveszítette hátországát. Nemcsak az ukránokat telepítették ki, hanem a lemkókat is (az Alacsony-Beszkidekből, Krynica és Krosno környékéről).

## Az 1952. évi alkotmány, a Lengyel Népköztársaság kezdetei

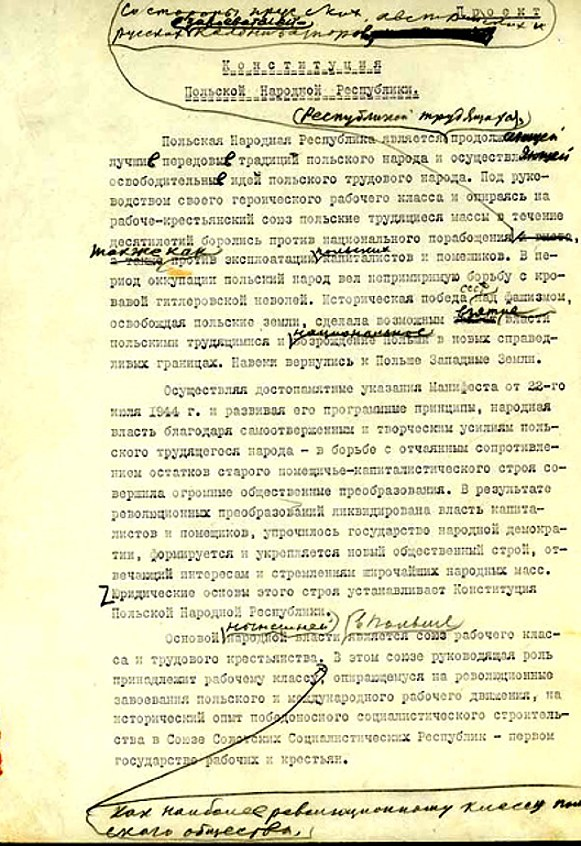
A Lengyel Népköztársaság alkotmánya tervezetének egyik oldala Sztálin javításaival

1952. június 22-én elfogadták az alkotmányt. Az új alkotmány az 1936. évi szovjet (sztálinista) alkotmány Lengyelországra átdolgozott változata volt. A lengyel állam megváltoztatta a nevét Lengyel Népköztársaságra (Polska Rzeczpospolita Ludowa, PRL). A PRL szejmje egykamarás volt. Szavazattöbbséggel jóváhagyta a törvényeket és első ülésén kinevezte a miniszterelnököt, a kormányt és az Államtanácsot. Megszavazta a költségvetést és nemzeti társadalmi-gazdasági terveket. Tanácskozásai ülésszakokra tagozódtak, ezeket az Államtanács hívta össze az alkotmányban meghatározott időpontokban.
Az Államtanács egy kollegiális szerv volt, tagjait négyévenként választották a Szejm mindenkori első ülésén. Az Államtanács az államfő szerepét látta el (az államelnök hivatalát megszüntették). A Tanács törvényerejű rendeleteket adhatott ki a Szejm ülései közötti szünetekben, de a Szejmnek jóvá kellett hagynia azokat a legközelebb ülésén. A Tanács elnöke képviselte a Lengyel Népköztársaságot államfőként a nemzetközi kapcsolatokban. A Tanács nemzetközi szerződéseket ratifikált, lengyel állampolgárságot adhatott és a kegyelmi jogot gyakorolta. Nem vétózhatott meg törvényeket, de a kormánnyal együtt indítványozhatott törvénytervezeteket. Az Államtanács első elnöke Aleksander Zawadzki lett, a miniszterelnök pedig az addigi államelnök, Bolesław Bierut.
A hatalom fő központja valójában a Lengyel Egyesült Munkáspárt volt, amelynek a hatáskörét az alkotmány nem szabályozta. Gyakorlatilag az alkotmány alacsonyabb szintű volt mint a LEMP alapszabályzata, ezért az állam legmagasabb rangú vezetője a kezdetektől a LEMP Központi Bizottságágának főtitkára (a párt vezetője) lett. Elsőként Bolesław Bierut.
Lengyelország 17 vajdaságra oszlott, két vajdasági jogú várost is megkülönböztettek (Varsót és Łódźot). A vajdaságok járásokra oszlottak, azok pedig községekre.

## A sztálinizmus vége Lengyelországban

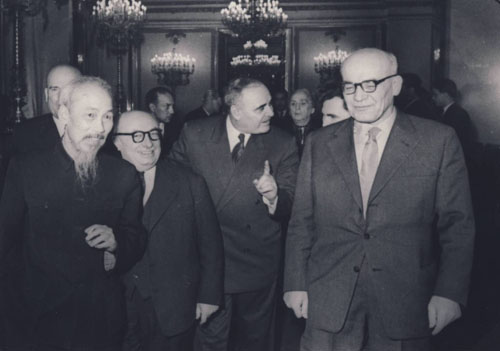
Balról: Ho Si Minh, Jacques Duclos, Gheorghe Gheorghiu-Dej, Władysław Gomułka (Moszkva, 1955.)

1953. március 5-én meghalt Sztálin, melynek következtében kissé mérséklődött a sztálinista terror a népi demokratikus országokban. 1954 márciusában Bierut átengedte a miniszterelnöki hivatalt Józef Cyrankiewicznek, aki ezt a tisztséget egészen 1970-ig töltötte be. Kiengedték a börtönből Władysław Gomułkát. 1953 novemberében a Biztonsági Hivatal magas rangú funkcionáriusa, Józef Światło alezredes a Német Szövetségi Köztársaságba majd az Egyesült Államokba szökött és az ottani hatóságoknak jelentős mennyiségű titkos információs anyagot adott át, amely a kommunista biztonsági szolgálat működésére vonatkozott. Lengyelországban ennek következményeként, többek között feloszlatták a Közbiztonsági Minisztériumot és megalakították Belügyminisztériumot (1954 decemberében).
1956. február 14-én megkezdődött Moszkvában az SZKP XX. kongresszusa (SZKP – a párt új neve, 1952-től), ahol Nyikita Hruscsov elmarasztalta a sztálinista személyi kultuszt. A kongresszusra Bierutot is meghívták, aki március 12-én tisztázatlan körülmények között hirtelen meghalt. Ez tovább gyorsította a sztálinizmus leépülését Lengyelországban.
A LEMP új főtitkára Edward Ochab lett. Lengyelországban jelentősen enyhítették a cenzúrát, a sajtó elkezdett reformokról cikkezni. Az emberek vitaklubokat szerveztek, ahol a törvényességről és a nemzetközi munkásmozgalomban való önállóságról, a Honi Hadsereg és a Lengyel Földalatti Állam szerepéről Lengyelország felszabadításában, a pazarlásról és a gazdasági bürokráciáról vitatkoztak. A munkások sztrájkokban és utcai tüntetésekben fejezték ki elégedetlenségüket.

### A "poznańi június" és az "októberi államcsíny"

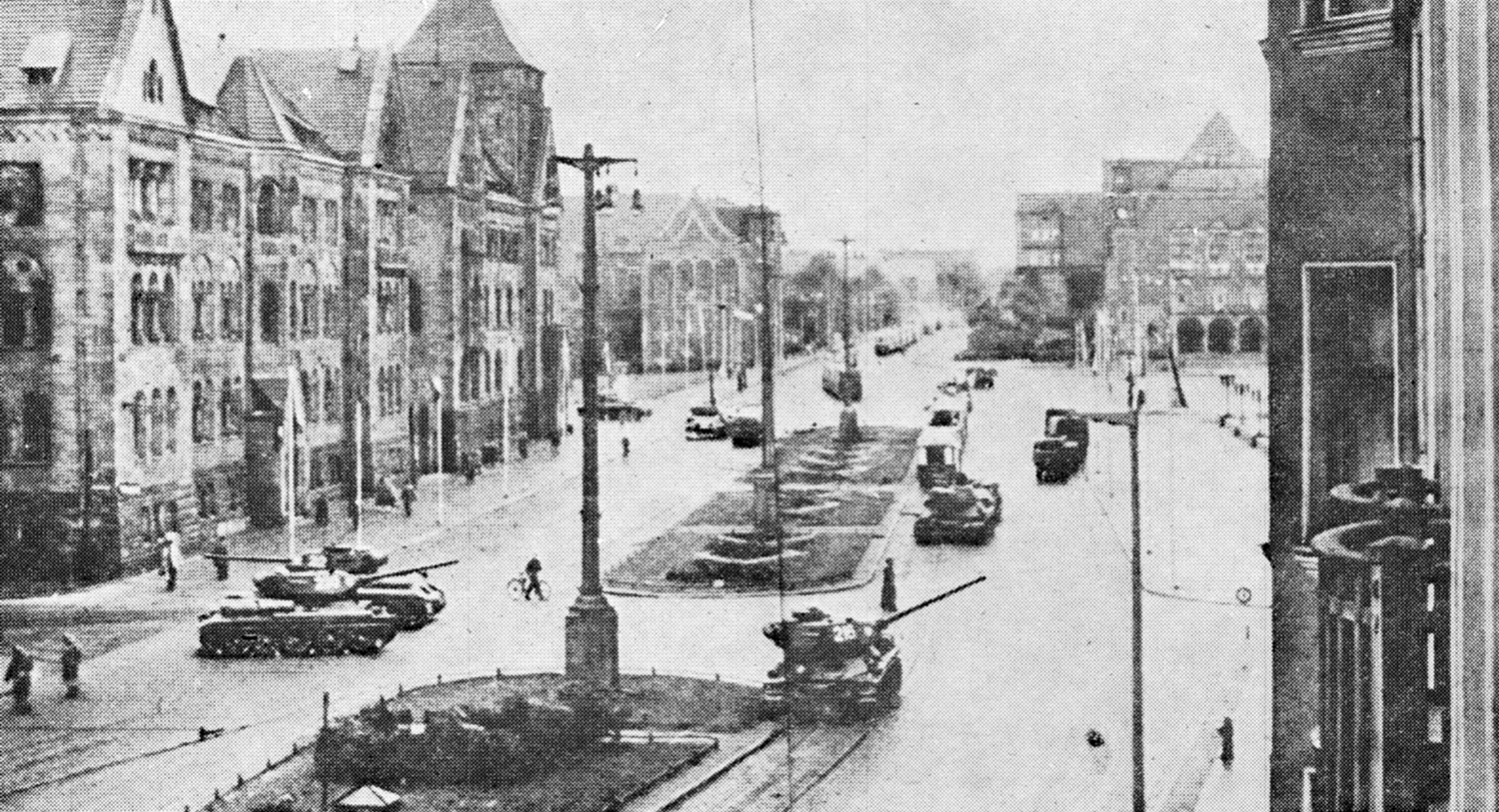
Tankok Poznańban 1956 júniusában

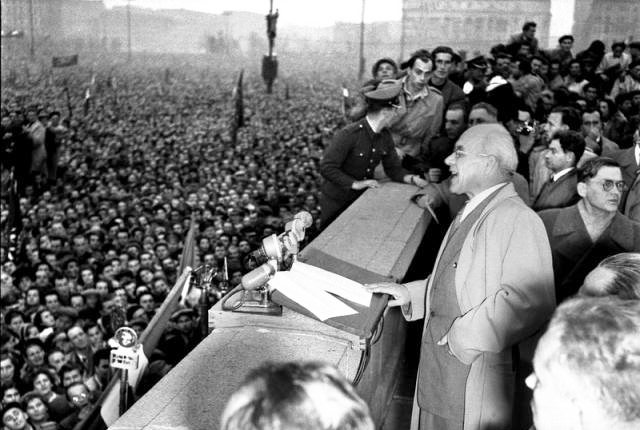
A Władysław Gomułka beszéde 1956. október 24-én Varsóban

A tiltakozás a legélesebb formáját, a sztrájkot Poznańban – egy nagy iparközpontban – vette fel. Az elégedetlenség már 1955 őszétől növekedett, különösen a Hipolit Cegielski-gépgyárban. 1956. június 23-án és 25-én a gyár dolgozói 17 képviselőt választottak meg, akikhez csatlakozott az igazgatóságot képviselő 10 személy. A küldöttség elutazott Varsóba, hogy ismertesse a dolgozók követeléseit a Gépipari Minisztériummal és a Szakszervezetek Központi Tanácsával. A hangulatot Poznańban az a körülmény is ösztönözte, hogy a városban sok vendég volt a Poznańi Nemzetközi Vásár alkalmából.
A Cegielski-gyár képviselőinek küldetése sikertelen volt, így június 28-án megkezdődtek a munkások demonstrációi. Reggel a munkások sztrájkokat kezdtek a város legnagyobb gyáraiban, aztán kimentek utcákra – a menet a városi hivatalnál 100-ezres tüntetéssé duzzadt. A munkások azt követelték, hogy a kormány vonja vissza a rájuk erőszakolt munkanormákat, szállítsa le árakat és emelje fel a fizetéseket. A tüntetők egy csoportja a börtönhöz vonult, ahol robbantással kiszabadított 257 foglyot. Ezután elfoglalták az ügyészség és bíróság épületeit, iratokat szórtak ki utcára irodákat dúltak és gyújtottak fel, lőfegyvereket zsákmányoltak. Egy másik csoport a Vajdasági Biztonsági Hivatal épületéhez ment, ahova már megérkezett a Biztonsági Hivatal hadműveleti csoportja. Az épületből hamarosan eldördültek az első lövések. Délután a kormány hadosztályokat vezényelt ki (majdnem 10 ezer katonát, 360 tankot, 30 löveget), amelyek az utcákon a benzines üvegekkel és a feldúlt rendőrkapitányságokon, a katonai főiskolákon zsákmányolt fegyverekkel (ebből – 1 golyószóró) felszerelkezett polgárok csoportjai ellen harcoltak. A tüntetőknek sikerült két tankot is zsákmányolni, amelyekkel megpróbálták szétlőni a Vajdasági Biztonsági Hivatalt. A tűzharc különféle helyekben egészen július 29. délutánjáig tartott. A harcokban kb. 70 polgári személy és 8 katona (a Biztonsági Hivatal és Polgári Rendőrség tisztviselőit is ideszámítva) esett el.
A harcok résztvevőinek letartóztatása már június 28-án megkezdődött és a következő napokban felgyorsult. A letartóztatottakkal brutálisan bántak. Nagyjából 250 embert fogtak le, ebből 196 munkás volt. A gyanúsítottak intenzív verésével és kínzásával összekapcsolt vizsgálatot a Varsóból kiküldött funkcionáriusok számos csoportja folytatta; bizonyítaniuk kellett volna, hogy a júniusi események tettesei az ellenzéki szervezetekből származó provokátorok és külföldi kémek voltak, de ezt nem sikerült igazolni.
A júniusi események kezdetétől Lengyelországban eluralkodott a feszültség. Mindenki tisztában volt azzal, hogy a változások elkerülhetetlenek. Október 19-én elkezdődött a LEMP Központi Bizottságának ülése. Váratlanul Varsóba érkezezett Nyikita Hruscsov ami a Szovjet Hadsereg beavatkozásának fenyegetését jelentette: hadgyakorlatok ürügyével egységei elkezdtek felvonulni Varsó irányában. A Lengyel Hadsereg néhány része nyíltan, ellenállt. Hruscsov visszakozott. Október 21-én a Központi Bizottság megválasztotta Władysław Gomułkát a LEMP KB főtitkárárának. Október 24-én, egy népgyűlési beszédben Varsóban, Gomułka nyilvánosan elmarasztalta a sztálinizmust és reformokat hirdetett meg, amelyeknek a rendszert kellett javítaniuk. Ezen események után közvetlenül a Lengyel Hadseregben szolgáló számos szovjet katonatiszt elhagyta Lengyelországot (a főparancsnokával, Konsztantyin Rokosszovszkij marsallal együtt). Feloszlatták a független Biztonsági Hivatalt (UB) is és helyére a Biztonsági Szolgálatot (SB) állították fel, amely a Belügyminisztériumnak volt alárendelve.
Ezekben a napokban Magyarországon sokkal hevesebb harcok törtek ki. Ott a Szovjet Hadsereg véresen leverte a felkelést, páncélos egységeket is bevetve. A lengyelek szívesen adtak vért a sebesült magyarok számára. Az, hogy Lengyelországban az "októberi államcsíny" vértelenül és orosz beavatkozás nélkül zajlott le, valószínűleg a "poznańi június" eredménye volt – a poznańi események miatt sok "keményvonalas" négy hónap után belátta, hogy nem ragaszkodhat minden áron saját álláspontjához. A kevésbé véres végkifejlet másik oka az volt, hogy Gomułka nem akart annyit változtatni országán, mint Nagy Imre, Hruscsov viszont nem kívánt hasonló harcokat a (a Szovjetunió után) legnagyobb európai népi demokratikus országban.

## Władysław Gomułka kormányzása
Kezdetben a lengyelek nagy reményeket helyeztek Władysław Gomułkába. A rendszer liberalizációjára számítottak, a lelkiismereti szabadság növelésére de mindenekelőtt a terror befejezésére. Gomułka csak az utolsó követelményt valósította meg. Lengyelországban elkezdődött a sztálini rendszer felszámolása, de az "olvadás" nem tartott sokáig. Gomułkának sem bátorsága sem elképzelése nem volt, hogy megvalósítsa a beígért reformokat. A pangás állandósult és Gomułka kormányzásának végéig tartott.
A LEMP már 1957-ben elkezdett felhagyni az "októberi államcsíny" követeléseinek teljesítésével. A 60-as évek első felében indított kezdeményezések a gazdaság átalakítására kudarcba fulladtak. A kormány különféle módon próbálta elterelni a társadalom figyelmét a nehézségekről. Erre jellemző példa volt – az ún. „húsügy” 1964-ben. Lengyelországban a húskereskedelemben előforduló gyakori szabálytalanságokkal kapcsolatban, a hatalom úgy döntött, hogy bűnbakot kell keresni. Kiválasztottak egyet a húskereskedelemért felelős igazgatók közül, akit a gyorsított perben halálra ítéltek vesztegetés és számlák hamisítása miatt. A büntetés rendkívül aránytalan volt az elkövetett cselekményhez viszonyítva (a jog szerint a vádlott, ha a szokásos gyakorlat szerint ítélték volna el, legfeljebb ötévi börtönbüntetést kaphatott volna) – de az egész pernek bizonyítania kellett, hogy a nehézségekért a húsellátásban nem a hatalom hibás, hanem becstelen igazgatók.
1966-ra esett a lengyelországi kereszténység fennállásának 1000. évfordulója. Az egyház vallási ünnepségeken akart erről megemlékezni, a kormány – a Lengyel Állam alapításának 1000. évfordulójára világi ünnepséget szervezett. Gomułka évekig harcolt az egyház ellen a lengyelek lelkei feletti hatalomért. A kapcsolatok megromlását az egyház és az állam között egy levél okozta, amelyben a lengyel püspökök német hittársaiknak megbékülést ajánlottak a két nemzet között ("megbocsájtunk és megbocsájtást kérünk"). Gomułkának ez nagyon kellemetlen volt, mivel Németországot a lengyel állam elleni legnagyobb fenyegetésként állította be, ezzel kívánva erősíteni a lengyel – szovjet szövetséget.
A másik módja, hogy a kormány elterelje az emberek figyelmét a gondokról, a zsidóellenes hecckampány volt, amelyet az Izrael és az arab országok közötti hatnapos háború kitörése idézett elő (1967 júliusa). Ezzel kapcsolatosan a Szovjetunió és vele együtt Lengyelország is megszakította a kapcsolatokat Izraellel, annak ellenére, hogy Egyiptom támadt elsőként (de az arab államok a Szovjetunió szövetségesei voltak, Izrael pedig – az Egyesült Államoké). Lengyelországban a zsidó származású emberek elleni támadásoknak fel kellett volna számolni az LEMP liberális szárnyát, így erősítve Gomułka pozícióját. A LEMP-ben és a hadseregben akkor még sok liberális beállítottságú ember volt, de eltávolították őket az állásukból, Gomułkához és a "keményvonalas" belügyminiszterhez – Mieczysław Moczarhoz – közeli személyekkel pótolták őket. Abban az időben a Szovjetunióban is hasonló kampányt folytattak.

### Tiltakozások 1968 márciusában
A 60-as évek második felétől főként az értelmiség soraiban megnövekedett az elégedetlenség a társadalmi és kulturális politikával szemben. 1968 januárjában a kormány megtiltotta színre vinni a varsói Lengyel Színházban Adam Mickiewicz Ősök (Dziady) című darabját, mert abban az orosz- és szocializmus-ellenes elemeket vélt felfedezni (az elsőben némileg igaza is volt, bár inkább a cárellenes elemekről beszélhetünk, nem az orosz nemzet elleniekről). A kormány intézkedéseit a Lengyel Írók Egyesülete is bírálta és március 8-án tiltakoztak a Varsói Egyetem hallgatói, akiknek a demonstrációját rendőrség oszlatta fel. Néhány napra a tiltakozások átterjedtek más városokra (többek között Krakkó, Lublin, Wrocław, Gdańsk, Poznań, Łódź). A diákokat a rendőrség alakulatai és az azokat támogató munkások támadták meg: az "alsóbb osztályok" között könnyebben lehetett olyanokat találni, akiket lehetséges volt meggyőzni, hogy a tiltakozó diákok "lusták" és "aranyifjak", akik nem akarnak tanulni és akik ráadásul támogatják a zsidókat. Antiszemita kampányt szítottak és a diákzavargások jó alkalmat teremtettek a lázadó diákok és a "zsidó kémek" közötti állítólagos kapcsolatok "bizonyítására".
Március 16-án kezdődtek hallgatók sztrájkjai a varsói egyetemeken. Hozzájuk néhány professzor is csatlakozott. A kormány a Varsói Egyetemet feloszlatással fenyegette meg, ezért a tiltakozók három nap után a sztrájk befejezésére kényszerültek. Március 25-én a hatóság elbocsátott néhány jó nevű professzort az állásából. Március 28-án a diákok gyűlést szerveztek, amelyen követelték a gyülekezési szabadságot, a véleménynyilvánítás szabadságát, s cenzúra felszámolását és polgári jogok tiszteletben tartását. Válaszul az állam felszámolt hat szakot a Varsói Egyetemen (köztük az egész bölcsész kart), eltávolított 34 hallgatót és új beiratkozást rendelt el az egyetemre, majd kényszerrel besorozta diákokat a hadseregbe. Ezek az intézkedések véglegesen elfojtották a márciusi tiltakozásokat.
A zsidóellenes kampány következtében 1968–69 között kb. 11 ezer ember kényszerült Lengyelország elhagyására.

### Részvétel a Csehszlovákia elleni támadásban
1968 januárjában Csehszlovákia Kommunista Pártjának főtitkára a reformbarát Alexander Dubček lett. A politikában jelentős változások kezdődtek, ami több szocialista állam elégedetlenségét hívta ki, különösen a Szovjetunióét. Az európai kommunista pártok vezetői féltek a csehszlovák változásoktól, melyek provokálhatták más népi demokratikus államok társadalmaiban a hasonló változásokat. A prágai tavasz Leonyid Brezsnyev szerint ellenforradalom volt, amit azonnal el kellett fojtani. Májusban elkezdődtek az előkészületek a Szovjetunió, Lengyelország, az NDK, Magyarország és Bulgária hadseregeinek részvételével történő beavatkozásra. Augusztus 17-én Moszkvában döntöttek a csehszlovákiai intervencióról, amely augusztus 20-án kezdődött el. A csehszlovák honvédelmi minisztérium megtiltotta a fegyverek használatát a beavatkozó hadseregek ellen. Szeptember 21-én a hadseregek visszavonultak a saját országaikba.
Tiltakozásul az intervenció ellen egy jelentős esemény történt Varsóban. Szeptember 8-án Ryszard Siwiec, przemyśli könyvelő, a Honi Hadsereg veteránja az országos aratóünnepségen a Tízéves Évforduló Stadionban a LEMP vezetői, diplomaták és 100 ezer néző előtt felgyújtotta magát. Siwiec égési sérüléibe négy nap múlva, kórházban belehalt. Az igazságot erről az eseményről a kommunista kormány eltitkolta, még a stadionban összegyűlt emberek sem tudták pontosan, mi történt.

### Tiltakozások 1970 decemberében

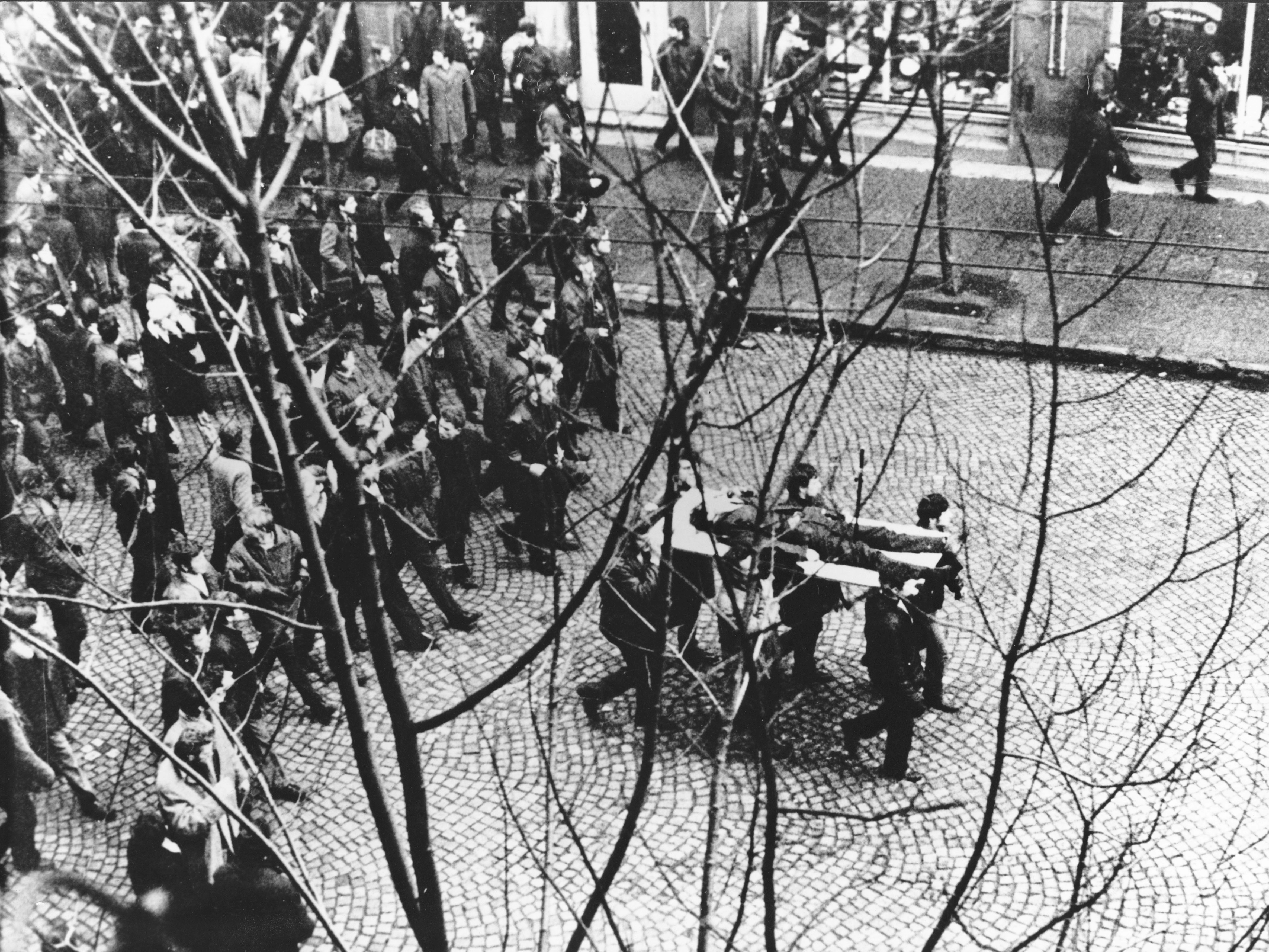
A tüntetők egy ajtón viszik megölt munkatársuk holttestét – Gdynia, 1970 decembere

1970. december 12-én az állam felemelte a hús és néhány más élelmiszer árát. A tartósan süllyedő életszínvonal miatt, ez volt "a csepp, amelytől a pohár túlcsordult", annál is inkább, mivel közeledett a karácsony. Az emberek kimentek utcákra. Gyűléseket szerveztek, követelték az áremelések visszavonását, a fizetési rendszer szabályozását és az áremelkedésért felelős emberek (többiek között Władysław Gomułka LEMP főtitkár és Józef Cyrankiewicz miniszterelnök) lemondását. December 14-én a Gdański Hajógyár munkásai elutasították a munka felvételét és sok ezres tömeg indult a LEMP Gdański Vajdasági Bizottságának épülete felé. Ezen a napon voltak az első összecsapások is a rendőrséggel.
A hajógyári munkások a Gdański Műszaki Egyetem és az Orvosakadémia hallgatóit maguk mellé állították annak ellenére, hogy a hallgatók még emlékeztek 1968 márciusára, amikor a munkások együttműködtek a rendőrséggel a diáktiltakozás elfojtásában. December 15-én meghirdették az általános sztrájkot, amelyhez csatlakoztak más vállalatok Gdańskban és Gdyniában. Az első sztrájkbizottságnak többek között a Gdański Hajógyár fiatal villanyszerelője, Lech Wałęsa is tagja volt. A LEMP Vajdasági Bizottságának épülete felé vonulva a tüntetők összetalálkoztak a rendőrség egységeivel, ami utcai harcokkal és az épület felgyújtásával végződött. A hadsereg és rendőrség körülzárta a kikötőket és hajógyárakat. Azon az éjszakán Gdyniában letartoztatták a sztrájkbizottság tagjait.
A helyzet megoldása érdekében, a kormány a hadsereg bevetése mellett döntött. December 17-én reggel, Gdynia központjából tüntetők vonultak nemzeti zászlókkal. Ők a hajógyárnál összecsaptak a hadsereggel. Ezután visszamentek a központba és a városi hivatalhoz érve új ütközetek kezdődtek. A tüntetésben különféle foglalkozású és minden társadalmi csoportokból származó emberek vettek részt. A tüntetések Słupskban, Elblągban és Szczecinben is folytatódtak (utóbbiban szintén a LEMP Vajdasági Bizottságának épületét gyújtották fel). A hadsereg és rendőrség a tüntetők közé lőtt. 16 embert megöltek, főleg olyanokat, akik véletlenül a tüntetés élére kerültek. A tüntetés szétverésében 27 ezer katona, 5 ezer rendőr, 550 tank és 700 páncélozott jármű vett részt.
December 18-án a sztrájkhoz más városokkal együtt Białystok, Varsó és Wrocław is csatlakozott. A következő napon azonban a sztrájk csak Szczecinben tartott ki, és december 22-én ott is befejeződött. Minden a zavargások által érintett tengermelléki városban szükségállapotot és kijárási tilalmat vezettek be.
A tiltakozások vérbefojtásának következményeként viszont Gomułkát ellenfelei eltávolították a főtitkári, Józef Cyrankiewiczet pedig a miniszterelnöki posztról. Az új főtitkár december 20-án Edward Gierek lett, a miniszterelnök – Piotr Jaroszewicz.

## Edward Gierek kormányzása

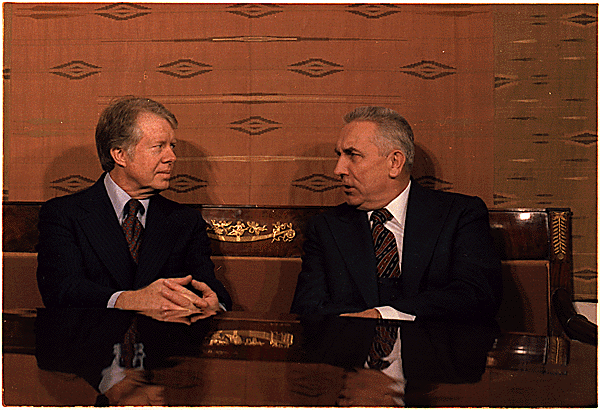
Edward Gierek (jobbra) és Jimmy Carter 1977-ben

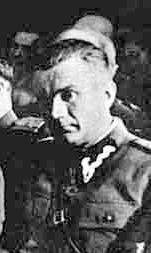
Piotr Jaroszewicz (egyenruhában), második világháború tábornoka

Edward Gierek mielőtt a LEMP Központi Bizottságának főtitkára lett, a katowicei Vajdasági Bizottság első titkára volt. Gierek kezdettől fogva Lengyelország társadalmi és gazdasági fejlődésének felgyorsításán dolgozott, ami gazdasági növekedést és a társadalom kulturális és anyagi életkörülményeinek javulását idézte elő. Az ország fejlődését 1971–1975 között nagy mennyiségű külföldi hitellel kellett finanszírozni, amelyeket a kormány a Nyugaton vett fel. Ennek érdekében Gierek szorosabb kapcsolatot ápolt a nyugati országokkal, többek között Németországgal, Franciaországgal és az Egyesült Államokkal.
A Német Szövetségi Köztársasággal még Władysław Gomułka írt alá egyezményt két héttel a lemondása előtt – az egyezményben Németország elismerte az Odera–Neisse-határt. Gierek lehetővé tette, hogy azok a németek, akik még mindig Lengyelországban éltek, kettős, lengyel–német állampolgárságot szerezzenek meg, aminek révén akadályok nélkül utazhattak Nyugatra. A Franciaországgal való kapcsolatokat Giereknek megkönnyítette az a tény, hogy a második világháború előtt a főtitkár bányákban dolgozott Belgiumban és Észak-Franciaországban, így jól beszélt franciául és sok szimpatizánst szerzett Nyugaton (a nyugati nyelvek ismerete nagyon ritka volt a kommunista vezetők között). Gierek volt az első lengyel állami vezető, aki találkozott amerikai elnökökkel (Nixonnal, Forddal és Carterrel) ő volt az első kommunista állami vezető, aki a pápával találkozott (VI. Pállal 1977-ben).
| ■Szczecin ■Koszalin ■Słupsk ■Gdańsk ■Elbląg ■Olsztyn ■Suwałki ■Gorzów Wielkopolski ■Piła Bydgoszcz ■ ■Toruń ■Ciechanów ■Ostrołęka ■Łomża ■Białystok ■Poznań ■Konin ■Włocławek ■Zielona Góra ■Leszno ■Kalisz ■Sieradz ■Łódź ■Płock ■Skierniewice WARSZAWA ■(Varsó) ■Siedlce ■Biała Podlaska Jelenia Góra ■ ■Legnica ■Wrocław ■Wałbrzych ■Opole ■Częstochowa ■Piotrków Trybunalski ■Radom ■Lublin ■Chełm Katowice ■ ■Kielce ■Tarnobrzeg ■Zamość ■Bielsko-Biała Kraków (Krakkó) ■ ■Tarnów ■Rzeszów ■Przemyśl ■ Nowy Sącz (Újszandec) ■Krosno |
| Lengyelország - vajdaságok 1975-98 között |

Az ország fejlődése kezdetben a nemzeti jövedelem és a bérek emelkedésében mutatkozott meg (kb. 60%-ával illetve kb. 40%-ával). Lengyelországban sok út és lakás épült, gépesítették a mezőgazdaságot. Általában azonban rosszul használták a felvett hiteleket: többnyire fogyasztásra, nem beruházásokra, a beruházások pedig gyakran sikertelenek voltak. Gierek, mint az elődjei, nagy fontosságot tulajdonított a nehézipar fejlesztésének, arra számítva, hogy annak a termékeivel (kocsik, gépek) törleszteni tudja a felvett hiteleket. A lengyel termékek valóban elég jó minőségűek voltak, de annyira mégsem vették azokat a Nyugaton olyan szívesen, ahogy a lengyel kormány ezt szerette volna. Mint 20 évvel korábban – a nehézipar intenzív támogatása azt okozta, hogy problémák voltak a könnyűiparban, amely előállította az élelmiszereket és az "egyszerű" embereknek szükséges árucikkeket. Az élelmiszerhiányt az egyéni paraszti gazdaságok hátrányos megkülönböztetése okozta a kevésbé termelékeny állami mezőgazdasággal szemben. Végeredményben a államnak, hogy szinten tartsa az életszínvonalat és elkerülje a lakosság elégedetlenségét, újabb és újabb hiteleket kellett felvennie, de már ez sem segített. 1970-ben a lengyel adósság kb. 1 milliárd dollárra rúgott; 1980-ban - már 24 milliárdra. Az adósságot a kamatokkal csak 2012 októberében sikerült visszafizetni.

### Közigazgatási reform 1975
Gierek úgy vélte, hogy az 1975 előtt meglevő nagy vajdaságok túlságosan megerősödtek gazdaságilag és túl függetlenné váltak a központi hatalomtól (főleg a legsűrűbben benépesített és erősen iparosított varsói, łódźi és krakkói vajdaságokra gondolt). 1975. június 1-én, ezért felszámoltatta a járásokat, a létező 17 vajdaság és 5 vajdasági jogú város (Varsó, Łódź, Krakkó, Wrocław, Poznań) helyén 49 új, kisebb vajdaságot alakíttatott ki. Ettől az időponttól kezdve (1998-ig) Lengyelország közigazgatási felosztása kétszintű volt: vajdaságok és községek.

### Az elégedetlenség növekedése és az ellenzék
Az 1975. évi közigazgatási reform nemcsak meggyengítette a Gierek-elleni ellenzéket a LEMP-ben ( éppen úgy, ahogyan a főtitkár tervezte), de meggyengítette a LEMP vidéki szervezeteit is, mert a felszámolt járási központok szerepét a gyengébb községi központoknak kellett átvenniük. A 49-vajdaságú rendszerben működő vajdasági központok viszont gyengébbek voltak, mint a 17-vajdaságú rendszerben. Ez megkönnyítette az ellenzéki szervezetek tevékenységét és elősegítette a társadalmi tiltakozások gerjesztését, amelyre nem tudtak megfelelő választ adni a LEMP gyenge községi szervezetei. A tiltakozások fő oka az áremelkedés volt, amit a piaci hiány okozott, ezeket azonban a Nyugaton felvett hitelek rossz kihasználása idézte elő.
A munkások tiltakozásaiban a leggazdagabb 1976 volt. Június 25-én Radomban, Ursusban (Varsó mellett) és Płockban sztrájkoltak a gyárak. Radomban kifosztották és feldúlták az üzleteket, Ursusban felszedték a síneket a Moszkva–Varsó–Berlin nemzetközi vasútvonalon. Edward Gierek, tartva az 1970. év eseményeinek ismétlődésétől, megtiltotta a rendőrség bevetését a munkások ellen, így a rendőrök nem kaptak lőfegyvert. A kormány elhallgatta a közvélemény előtt a tényt, hogy zavargások törtek ki és gyorsan elállt a bejelentett áremelésektől, attól félve, hogy a tiltakozások átterjednek az egész országra. A kormány gyorsan és brutálisan törte le a sztrájkokat és letartóztatta azok vezetőit. Válaszul a következő napon a sztrájk kiterjedt egész Radomra. A helyi hatalom kihirdette a szükségállapotot és ideiglenesen bezárt minden gyárat. Végeredményben a fellázadt tömeg kiment az utcákra (összesen néhány tízezer ember) és többek között felgyújtotta a LEMP Vajdasági Bizottságának épületét. A kormány bevetette a rendőrség gépesített egységeit (ún. ZOMO-t) a munkások ellen. A letartoztatott munkásokat ún. "farkasjeggyel" bocsátották el a munkahelyükről (új munkahelyre való felvétel tilalma) és gyakran előfordult kínzás is. A megtorlások keretében Ursust Varsóhoz csatolták. Gierek maga azt hangoztatta, hogy nem tudott semmit a kínzásokról és amikor megtudta, azonnal követelte a befejezésüket és közkegyelmet jelentett be a letartoztatottaknak.
A Belügyminisztériumban elkészített jelentés szerint 12 vajdaságban 112 gyár sztrájkolt, ezekben több mint 80 ezer munkás vett részt.
A hatalom brutalitásának következményeként megszületett a demokratikus ellenzék. Ekkor alakult meg pl. a Munkásvédelmi Bizottság (Komitet Obrony Robotników, KOR), az Emberi és Polgári Jogok Védelmének Mozgalma (Ruch Obrony Praw Człowieka i Obywatela, ROPCiO), a Tengermellék Szabad Szakszervezetei (Wolne Związki Zawodowe Wybrzeża). A Biztonsági Szolgálat (Służba Bezpieczeństwa, SB) néhány politikai gyilkosságot is végrehajtott. A leghírhedtebb az ellenzékhez kötődő diák, Stanisław Pyjas, meggyilkolása volt Krakkóban, 1977 májusában.

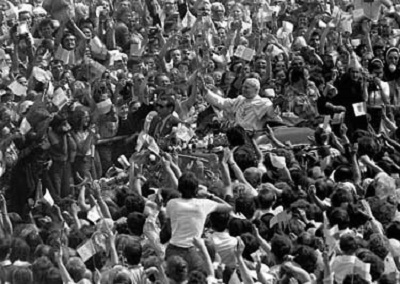
II. János Pál látogatása Lengyelországban 1979-ben

### A lengyel pápa
1978. szeptember 28-án meghalt I. János Pál pápa. A konklávé október 14-én ült össze, hogy megválassza az utódját. Két esélyes jelölt volt új pápának: a konzervatív bíboros], Giuseppe Siri Genovából, és a liberális bíboros, Giovanni Benelli Firenzéből. A következő napon lezajlott négy szavazás, amelyben ők játszottak főszerepet, de egyikük sem szerezte meg a szükséges többséget. Az október 16-ai szavazáson visszaesett az esélyes bíborosok támogatása a kevésbé esélyesek javára, ekkor Franz König bécsi bíboros kompromisszumos jelöltként Karol Wojtyła krakkói bíborost javasolta, akinek a jelöltségét a Siri hívei is támogatták. A 8. szavazáson Wojtyłát jelentős többséggel választották meg – ő lett az első nem olasz pápa a holland, VI. Adorján után. Az új pápa a II. János Pál nevet vette el.

### 1980 augusztusa

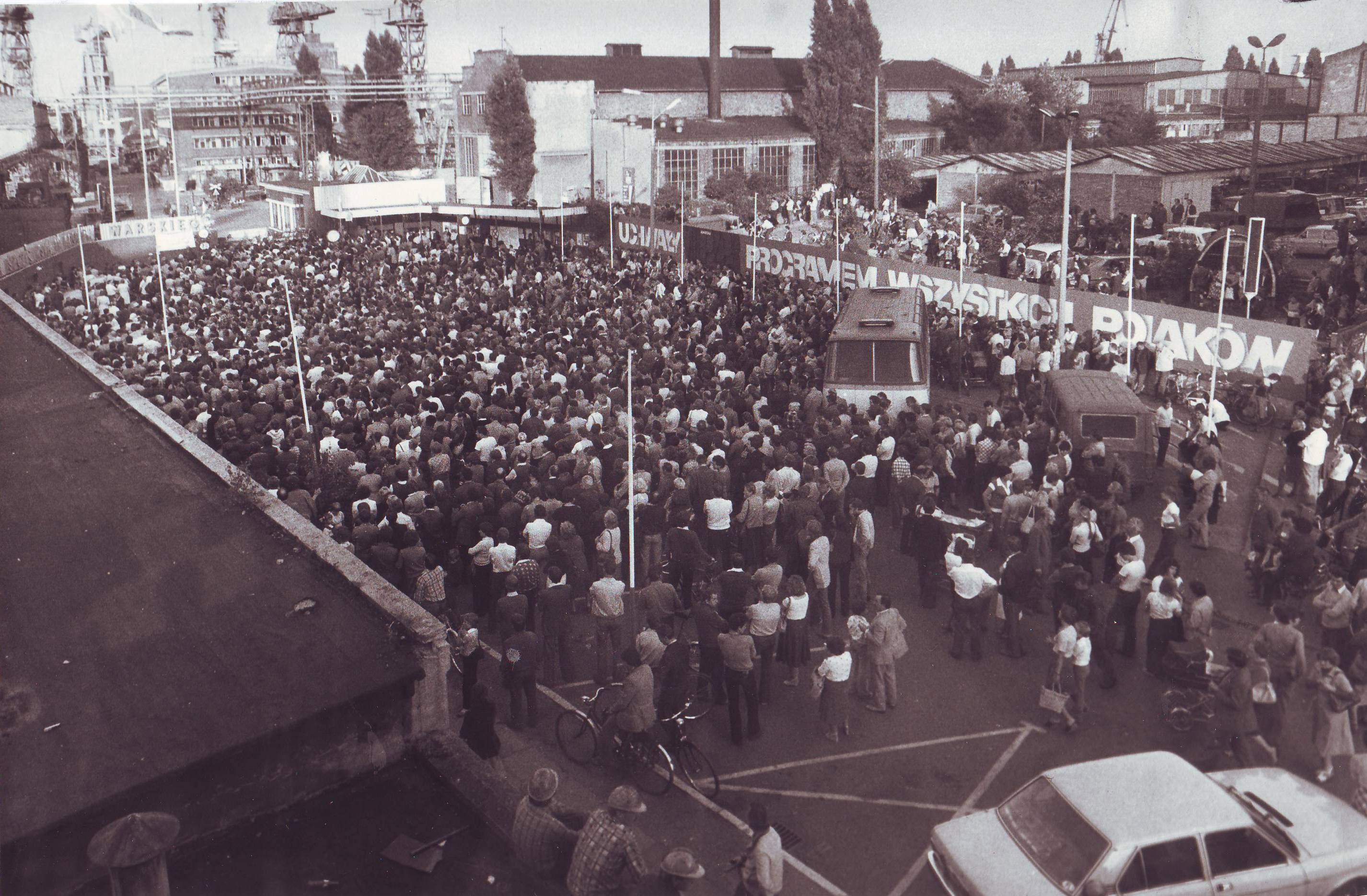
Sztrájkolók nagygyűlése a szczecin-i hajógyárban (1980)

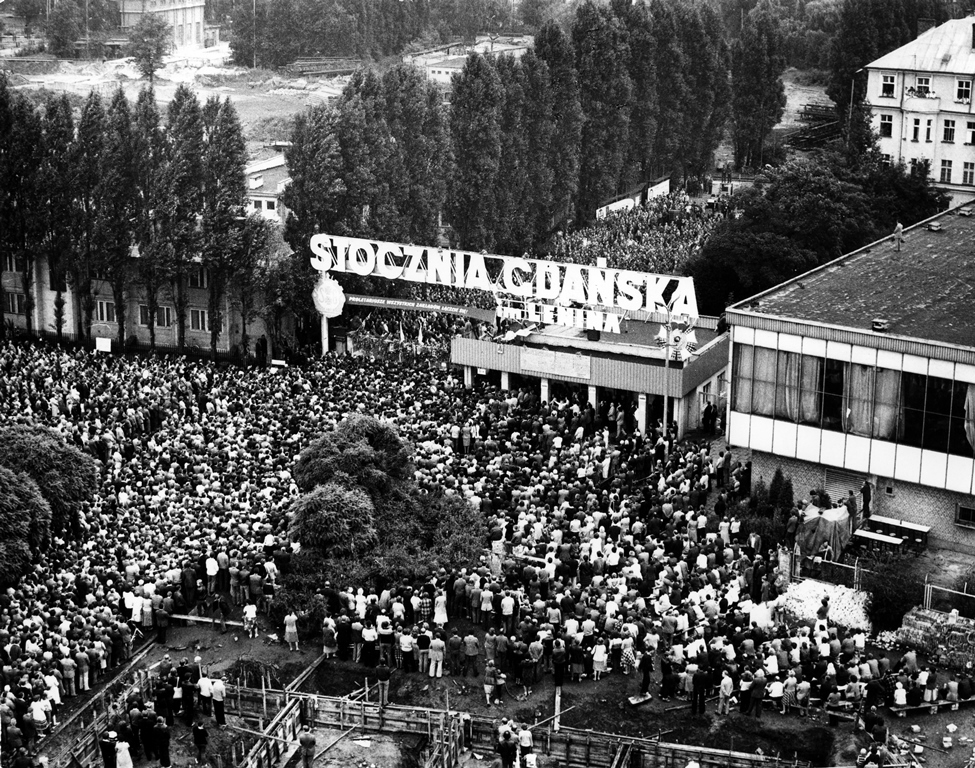
Sztrájk a gdansk-i Lenin Hajógyárban 1980 augusztusában

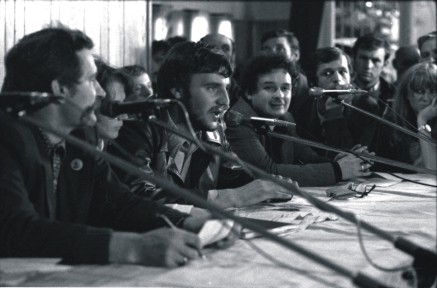
Gyűlés a gdański Lenin Hajógyárban: Balról jobbra: Lech Wałęsa, Andrzej Kołodziej és Lech Kaczyński (1980. augusztus)

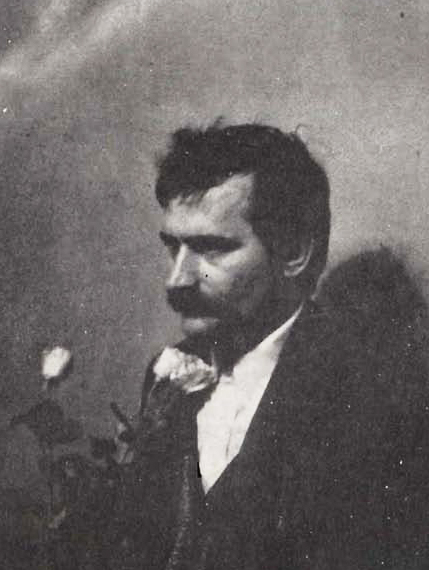
Lech Wałęsa 1980-ban

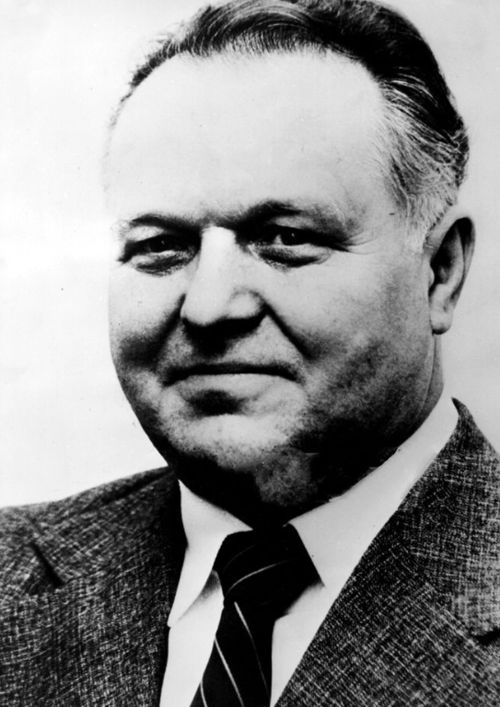
Stanisław Kania

A lengyel kormány megriadt az 1976. évi áremelésekre adott heves reakciótól, de nem állt el teljesen a további áremelésektől, viszont kompenzációkat vezetett be amelyek enyhítették az emelkedő árakat. Ezek az intézkedések azonban növelték az inflációt és súlyosbították a gazdasági problémákat. 1979 júniusában II. János Pál pápa meglátogatta Lengyelországot, prédikációival felébresztette a lengyelekben a reményt és bátorságot adott a szabadságért való harchoz. A pápa látogatását Leonyid Brezsnyev igyekezett megakadályozni, de a lengyel kormányzat nem talált megfelelő ürügyet. Giereknek ezt mondta: „Beszéljetek a pápával, okos ember megérti. Jelentse be nyilvánosan, megbetegedett, nem tud jönni. Amúgy meg csináljatok, amit akartok, csak nehogy azt később megbánjátok.”
A A KGST tagállamait is sújtó 1973-as és 1979-es olajválság hatásaival és a növekvő külföldi eladósodással (kb. 24 milliárd dollár) tovább romlott Lengyelország gazdasági helyzete. 1980 februárjában Gierek elbocsátotta Piotr Jaroszewiczet a miniszterelnöki állásból és Edward Babiuchhal helyesítette. 1980 júliusában újra felemelték az élelmiszerek árait. Ennek közvetlen következményeként június 8-án sztrájk kezdődött a repülőgépgyárban Świdnikban (Lublin mellett). A sztrájkolók némely társadalmi csoport kiváltságainak felszámolását is követelték (különösen a LEMP tágjaira vonatkozóan). A sztrájk átterjedt az egész Lublini Iparkörzetre. Mindössze 3 napig tartott, de erről tudomást szerezve, más városokban is sztrájkok kezdődtek. A legjelentősebb az volt, amelyet augusztus 14-én a Tengermellék Szabad Szakszervezetei kezdtek a Gdański Hajógyárban (ugyanott, ahol az 1970. decemberi sztrájk kezdődött el). Augusztus 15-én a sztrájk vezetője Lech Wałęsa lett és a sztrájkhoz a Gdyniai Hajógyár is csatlakozott. Megalakult a Gyárközi Sztrájkbizottság (Międzyzakładowy Komitet Strajkowy, MKS), amelynek a tanácsadói többiek között 'Lech Kaczyński, Bronisław Geremek és Tadeusz Mazowiecki lettek. Augusztus 18-án a gdański MKS-ben már 156 tengermelléki gyár vett részt és a következő 12 napban számuk a 700-at is túllépte. Augusztus 19-én a Gdański Hajógyárba külföldi újságírók érkeztek. Augusztus 20-án a sztrájkhoz a gdański felsőoktatási intézetek csatlakoztak: a Tudományegyetem és a Műegyetem. A rendőrség folyamatosan tartóztatta le a legfontosabb sztrájkolókat. Augusztus 21-én megkezdődtek a tárgyalások a kormánnyal. Augusztus 26-án a francia és norvég szakszervezetek pénzt küldtek a lengyel sztrájkolók számára és a támogató táviratok jöttek az egész világból. További szolidaritási sztrájkok kezdődtek, egyebek közt Varsóban, Krakkóban, Łódźban és Poznańban, augusztus 29-én pedig a sziléziai bányákban.
Augusztus 30-án a kormány egyezményt írt alá a sztrájkolókkal Szczecinben, augusztus 31-én Gdańskban, szeptember 3-án Felső Sziléziában (Jastrzębie-Zdrójban). Az egyezmény szerint megalakulhatott egy a párttól és kormánytól független új szakszervezet. A kormány ígéretet tett többek között a cenzúra korlátozására, a vállalatok függetlenségének növelésére és a munkások vezetésben való részvételére. A sztrájk ezzel befejeződött. Az egyezmény értelmében 1980. szeptember 17-én megalakult a Szolidaritás Független Szakszervezet Gdańsk-ban (Niezależny Samorządny Związek Zawodowy [NSZZ] "Solidarność").
Az augusztusi események miatt a LEMP Központi Bizottsága Edward Giereknek a főtitkári tisztségből való eltávolításáról döntött (a hivatalos ok: szívinfarktus). Utódja Stanisław Kania lett (szeptember 6-a). Gierekkel együtt Babiuch miniszterelnököt is menesztették és Józef Pińkowskival pótolták.

## Hadiállapot

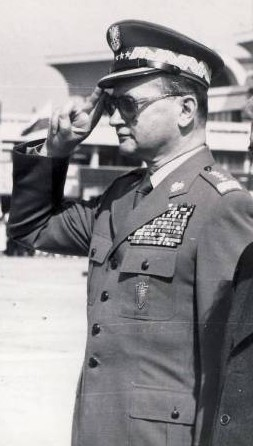
Wojciech Jaruzelski

Edward Gierek lemondatása után különféle csoportok alakultak ki a kommunista pártban: a „keményvonalasok”, akik a szovjet intervencióra számítva merev álláspontot foglaltak el az ellenzékkel szemben, és a mérsékeltek, akik az ellenzék „megalkuvására” és leszerelésére számítottak. Az NSZZ „Szolidaritás” megalakulása (november 10-én volt bejegyezve) nagy társadalmi, a kommunizmust ellenző mozgalom kialakulását eredményezte. A hadiüzemeken kívül majdnem minden gyárban szabad szakszervezetek jöttek létre, a kormánybarát szervezetek pedig háttérbe szorultak. Hamarosan megalakult a „Mezőgazdasági Szolidaritás” és az egyetemi diákok képviselete, a Diákok Független Szervezete (Niezależne Zrzeszenie Studentów, NSZ).
1981. február 11-én Wojciech Jaruzelski tábornok, aki 1968-tól nemzetvédelmi miniszter volt, miniszterelnök is lett. Tájékoztatta a Párizsi Klubot, hogy felfüggeszti a 25,5 milliárd dolláros adósság visszafizetését a Lengyel Népköztársaság fizetésképtelensége miatt. Októberben Jaruzelskit a LEMP Központi Bizottsága főtitkárának is megválasztották.
A kommunisták kezdték megmutatni az erejüket a Szolidaritással szemben: 1981 márciusában és áprilisában Lengyelországban és a lengyel határoknál lezajlottak a Varsói Szerződés hadseregeinek gyakorlatai, Bydgoszczban a rendőrök megverték a Szolidaritás három tagját. Szeptember elején a keleti határnál megtartották a szovjet hadsereg nagy hadgyakorlatát. A helyzet az 1968 évi csehszlovák események megismétlődésével fenyegetett.
A kommunisták egyre komolyabban tartottak a hatalom elvesztésétől, mert elveszítették az ellenőrzést a Szolidaritás fölött. A LEMP-ben különféle frakciók vitatkoztak, amelyek nem tudtak megegyezésre jutni Lengyelország politikai és gazdasági rendszerének reformjaira vonatkozóan. Hivatalosan a kormány azt állította, hogy a válságért a Szolidaritás felelős, mert folyton sztrájkokat szervez, amivel munkabeszüntetések járnak, ami viszont nehézségeket idéz elő az ellátásban és az energetikai biztonságot is fenyegeti. Az egyik legfontosabb érv a szovjet beavatkozástól való félelem volt, de a később felfedezett dokumentumok szerint a Szovjetunió nem vett tervbe ilyen lehetőséget, mert félt a gazdasági szankcióktól, amelyeket a nyugati országok léptek volna meg válaszul egy intervencióra, különösen, hogy Szovjetunió már a költséges afganisztáni intervencióval volt elfoglalva.
Ebben a helyzetben 1981. december 13-án az Államtanács a hadiállapot bevezetéséről döntött Lengyelországban. A hatalmat a Nemzeti Megmentés Katonai Tanácsa (Wojskowa Rada Ocalenia Narodowego, WRON) vette át, amelyet Wojciech Jaruzelski tábornok vezetett. Éjfélkor a rendőrség gépesített egységei (ZOMO) megkezdték az ellenzékiek letartóztatását az egész országban. A városok utcáira kivonult a Lengyel Hadsereg 70 ezer katonája, a Belügyminisztérium 30 ezer funkcionáriusa, 1750 tank, 1400 páncélozott jármű, 500 csapatszállító jármű. A fegyveres erők 25%-át Varsóra és környékére koncentráltak. Kikapcsolták a telefonokat, a hadsereg és rendőrség elfoglalta a rádiót és televíziót. Bevezették a kijárási tilalmat (19 órától reggel 6-ig), megtiltották a két kormánylapon kívüli sajtótermékek kiadását, lezárták az államhatárokat és a repülőtereket.
A lengyel hadiállapotra vonatkozó fényképek egyik legismertebbje () páncélozott csapatszállítót ábrázol a varsói "Moszkva" mozinál, ahol azokban a napokon vetítették a F. F. Coppola Apokalipszis most c. filmjét (len. Czas Apokalipsy – Az apokalipszis ideje).
Válaszul a hadiállapot bevezetésére a Szolidaritás sztrájkokat kezdett, amelyeket a ZOMO brutálisan letört. A legnagyobb ellenállással a biztonsági erők a sziléziai bányákban találkoztak – a rendőrök itt a munkásokba lőttek, aminek következtében december 16-án a “Wujek” bányában (Katowice) 9 bányász meghalt. A “Piast” bányában (Bieruń, Oświęcim mellett) 1000 bányász tartózkodott föld alatt december 14-étől 28-áig a bányát megszállva és így sztrájkolva.
A Jaruzelski tábornok politikájával szembeszegülő, “egyszerű” emberek áramköri ellenállást viseltek a ruhájukon a hatalommal szembeni ellenállás szimbólumaként (ezt Lech Wałęsa támogatásaként is lehetett érteni, aki villanyszerelő volt). Az ellenállás másik szimbóluma a nyúl volt, amelynek a felemelt fülei a “V” jelet képeztek (mint “Victoria”). Az emberek kormány- és kommunistaellenes plakátokat és röplapokat terjesztettek, az épületekre kormányellenes jelszavakat írtak. A hadiállapotkor kormányzó testület nevének rövidítése - WRON - pedig varjúval társult (len. wrona), ami azt sugallta az embereknek, hogy a hatalomhoz való viszonyt értsék úgy mint harcot a sas (a lengyel címerállat) és a varjú között.
A hadiállapot bevezetése nem javította a Lengyelország kedvezőtlen gazdasági helyzetét és nem távolította el az ország gazdasági összeomlásának jeleit – egyébként, a javulást a WRON-ból sem várta senki, mert mindenki tudta, hogy valójában nem a Szolidaritás tevékenysége volt a válság oka. 1982 februárjában másfélszeresre emelték az élelmiszerek árait. A válságot a külföldi adósság visszafizetésének szükségessége fokozta, ami hiányokat okozott a belső piacon, mert Lengyelország rá volt kényszerítve kivitelének növelésére, hogy törleszthesse adósságát. Még mindig érvényben volt a jegyrendszer (akár a 40-es és 50-es években – némely árucikkek csak egy bizonyos mennyiségben voltak megvásárolhatók és csak jegy ellenében).
1982 decemberében törvényen kívül helyezték a Szolidaritást és egész vagyonát átengedték az éppen megalapított Összlengyel Szakszervezeti Szövetségnek (Ogólnopolskie Porozumienie Związków Zawodowych, OPZZ). Egyidejűleg 1982 szilveszterekor felfüggesztették a hadiállapotot és 1983. július 22-én az Államtanács kihirdette annak megszüntetését.

## 1983–tól 89-ig

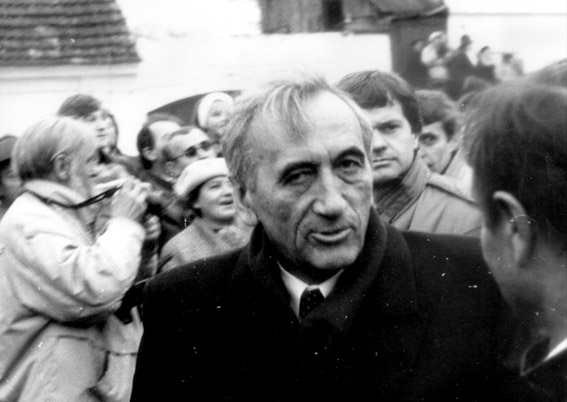
Tadeusz Mazowiecki, miniszterelnök PRL / RP

Wojciech Jaruzelski tábornok egyezkedni próbált az ellenzékkel. Még a hadiállapot megszüntetése előtt II. János Pál pápa Lengyelországba érkezett, ami hatással volt a feszült hangulat további oldására és arra a döntésre, ami a hadiállapot végleges megszüntetéséről rendelkezett. Jaruzelski lassan az államrendszert is megreformálta: 1982-ben létrehozták az Állambíróságot (a hatalom tagjai feletti bíráskodás céljával), 1985-ben az Alkotmánybíróságot, 1987-ben az Állampolgári Jogok Biztosa hivatalát (ombudsman). 1985-ben Jaruzelski átadta a miniszterelnöki posztot Zbigniew Messnernek, de még mindig a LEMP KB főtitkára volt és ezen túl az Államtanács elnöke lett.
A változások ellenére gyakoriak voltak a rendőrség és a biztonsági szolgálat túlkapásai az ellenzékkel szemben – a két leghírhedtebb: 1983 májusában Grzegorz Przemyk, Barbara Sadowska ellenzéki kötődésű költőnő éppen érettségiző fiának (Varsó) és Jerzy Popiełuszko papnak, a Szolidaritás lelkészének 1984 októberi (Włocławek) meggyilkolása volt.
1983. december 10-én Lech Wałęsa megkapta a Nobel-békedíjat. A díjat felesége vette át, mert Wałęsa ekkor be volt börtönözve.
A gazdasági reformok kísérletei ellenére, a helyzet az országban folyamatosan romlott, ez hatással volt a társadalom egészségére és viselkedésére. A 80-as évek volt a legrosszabb időszak az "egyszerű" emberek számára a sztálinizmus korától számítva. Hiányoztak az alapvető árucikkek; a minőségük tragikus volt, a vásárláshoz szükséges erőfeszítés pedig megalázó (az emberek azt mondták, hogy nem "vettek" valamit, hanem "megszervezték"). Tiszteletlenség és türelmetlenség jelent meg az emberek közötti viszonyban, a reménytelenség érzése fokozódott. 1981-89 évek között kivándorolt Lengyelországból kb. 800 ezer ember, a természetes népszaporulat lecsökkent 9,6%-ról (1980) 4,8%-ra (1989). A városokban élő emberek helyzete rosszabb volt mint a vidéki embereké, mert a városokban rosszabb volt az ellátás (élelmiszerek csak jegyekre voltak vásárolhatók). Az "életért való harc" egészségi problémákat is előidézett, különösen a nők között, akiknek gyakran reggel 3 vagy 4 órakor kellett felkelniük, hogy sorba álljanak. Terjedt az alkoholizmus és a kábítószerrel való visszaélés.
1987 novemberében a kormány megszervezett egy népszavazást, amelyben arról kérdezte az embereket, akarnak-e további reformokat és a közélet demokratizálását. Mivel a népszavazáson a szükségesnél alacsonyabb volt a részvételi arány, az eredmény már így is nemet jelentett. 1988 áprilisában és augusztusában ráadásul újra sztrájkhullámok vonultak át az országon. Ebben a helyzetben Messner miniszterelnök lemondott (1988 szeptembere) és Mieczysław Rakowski állt a helyére. A kormány titkos tárgyalásokat kezdett Wałęsával, az ellenzék tényleges vezetőjével, amelyeket a kormány oldaláról a belügyminiszter, Czesław Kiszczak tábornok vezetett. A tárgyalásoknak kedvezett a Szovjetunióban kialakult helyzet, ahol az SZKP KB főtitkára Mihail Gorbacsov lett (1985 márciusa). Rakowski, a gazdasági reformok keretében, kiharcolta, hogy a Szejm megszavazza a gazdasági tevékenységről szóló törvényt és azt a törvényt, amely lehetővé tette, hogy néhány vállalat kikerülhetett az állam irányítása alól. Ellenben a rossz gazdasági helyzet ürügyén a kormány javaslatot tett a bíróságnak a Gdański Hajógyár csődjéről (november 1-én), ami ahhoz vezetett, hogy Szolidaritás egy hónapra felfüggesztette a tárgyalásokat Wałęsa és kormány között.
A Wałęsa és kormány közötti tárgyalások csak a kezdete volt azoknak a széles körű tárgyalásoknak, melyek a kormány, Szolidaritás és az egyház között 1989 februárjától áprilisáig tartottak és a Kerekasztal néven váltak ismertté. Ezek egyezmény aláírásával fejeződtek be, amelyben a kormány többek közt megígérte a Szolidaritás ismételt törvényesítését, a Szenátus és az államelnök posztjának visszaállítását valamint a szabad parlamenti választások lefolytatását (a Szejm 460 helyéből legfeljebb 35% az ellenzéknek lett volna biztosítva, a Szenátusban az ellenzék mind a 100 helyet megkaphatta).
A választások 1989. június 4-én zajlottak le és a Szolidaritás mindenkit meglepő, fölényes győzelmével végződtek, jelöltjei minden helyet megszereztek (csak 1 helyet szerzett a Szenátusban egy független jelölt). Az új helyzetben az ellenzék gyorsan elhagyta a Kerekasztal tárgyalásokat magának követelve többek közt a miniszterelnöki posztot. Az ellenzék egésze létrehozott egy képviselői klubot – az Állampolgári Parlamentáris Klubot (Obywatelski Klub Parlamentarny, OKP).
Az elnökválasztást is lefolytatták (július 19.), amit a Szejm bonyolított le a Kerekasztal megállapodásai szerint. Mivel az addigi koalíció (LEMP és a "bábpártjai", ebben az Egyesült Néppárt – ZSL – és a Demokratikus Párt – SD) még mindig többségben voltak a Szejmben, sikerült nekik Wojciech Jaruzelski tábornokot megválasztatni (július 19-ig ő a LEMP KB főtitkára volt). A miniszterelnök pedig Czesław Kiszczak lett, de nem sikerült neki kormányt alakítani. Ezért egy hónappal később létrejött a Szolidaritás, ZSL és SD szövetsége, aminek eredményeként kinevezték az új kormányt, melynek miniszterelnöke Tadeusz Mazowiecki. A miniszterek egy részét viszont a LEMP adta, köztük a belügy- és a nemzetvédelmi minisztert is.
1989. december 29-én a Szejm megszavazta a Lengyel Népköztársaság alkotmányát felváltó törvényt, amelyben többek közt megváltoztatták az állam nevét: Lengyel Köztársaság (Rzeczpospolita Polska).